# 루이스 머신 & 툴 컴퍼니
루이스 머신 & 툴 컴퍼니(Lewis Machine & Tool Company, LMT)는 1980년 칼 R. 루이스가 설립한 미국의 군수 회사이다. M4 카빈의 변형과 M203 유탄발사기를 포함한 무기 시스템을 제조한다. 이 회사의 제품은 영국, 뉴질랜드, 에스토니아, 스위스, 레바논 및 미국의 군대에서 사용된다. 이전에는 일리노이주 기반의 DS Arms를 위해 단조 FN FAL 리시버를 생산했다. 회사 설립자는 여러 가지 무기 관련 발명을 자신에게 할당했다.

## 제품

### 노리쇠 및 노리쇠 뭉치
특허받은 AR-15형 노리쇠는 불리한 조건에서 탄약 추출을 개선하기 위한 재설계된 추출기를 특징으로 한다. 또한 회사는 AR-15형 총기에 대해 20인치 소총 길이 총열과 비교하여 14.5인치 카빈 길이 총열로 유사한 타이밍 시퀀스를 얻어 소총의 신뢰할 수 있는 성능을 향상시키기 위한 재설계된 노리쇠 뭉치를 생산한다.

### LM308MWS 및 CQB MRP 디펜더
모놀리식 레일 플랫폼 (MRP)은 단조 알루미늄 블록으로 만들어진 일체형 피카티니 레일 상단 AR-15형 상부 리시버로 회사에 의해 개발되었다. MRP 상부 리시버는 퀵 체인지 총열 시스템을 갖추고 있다. 상단 레일 위치는 M4 카빈 및 KAC SR-15/SR-16 E3와 일치하여 광학 및 조준경 호환성을 제공한다.
2009년 말, LMT는 7.62 × 51 mm NATO 탄을 사용하는 .308 모듈러 웨폰 시스템 LM308MWS를 출시했다.
2012년 2월, 영국 교통 경찰은 LMT가 생산한 AR형 단총신 소총을 사용하기 시작했다.

## 모듈러 양손잡이형 소총 시스템
모듈러 웨폰 시스템 (MWS)은 경량 및 중량 변형으로 제공되는 모듈러 양손잡이형 소총 시스템 (MARS)으로 개발되었다. MARS-L (경량) 돌격소총 변형은 5.56 × 45 mm NATO 중간 탄약통을 사용하며, MARS-H (중량) 전투소총 및 지정사수소총 변형은 7.62 × 51 mm NATO, 6.5 mm Creedmoor 또는 유사한 고위력 탄약통을 사용한다. MARS 소총은 완전 양손잡이형 미러 컨트롤로 업데이트된 하부 리시버를 특징으로 하며, 기본 도구를 사용하여 가스 작동식, 회전 노리쇠 방식 (내부 피스톤, 가스 직동식 아님) 또는 쇼트 스트로크 피스톤 작동 시스템을 사용하도록 설정할 수 있다. MARS 리시버는 다양한 길이, 직경, 재료 및 구경의 총열을 호스팅하고 전환할 수 있다. 리시버의 오른쪽에서 접근할 수 있는 두 개의 잠금 볼트는 기본 도구로 총열 확장기를 잠그고, 동일한 총열의 영점 복귀와 함께 총열 유닛을 사용자가 제거할 수 있도록 한다. MARS-L 및 MARS-H는 여러 군 사용자에게 판매되었다.
2023년 기준으로 모듈러 양손잡이형 소총 시스템(MARS), Knight's Armament Company (KAC)의 KS-1 소총, LWRC 인터내셔널의 M6IC와 함께, 군대에서 운용되는 완전 양손잡이형 M16/M4형 플랫폼은 세 가지가 있으며, 2023년 이후 개발 및 출시된 Radian Ambidextrous Dual Action Catch (ADAC), American Defense ADM, Primary Weapon Systems Mk 1 MOD 2 하부 리시버를 포함하여 총 여섯 가지 중 하나이다.

### 뉴질랜드 채택
2015년 8월 12일, 뉴질랜드 국방부는 뉴질랜드 국방군의 세 지부에서 현재 사용 중인 슈타이어 AUG 소총을 LMT의 소총으로 교체할 것이라고 발표했다. LMT는 2015년 3월부터 6월까지 진행된 시험에 소총을 제출한 8개 회사 중 하나였다. 슈타이어 AUG와 마찬가지로 제출된 LMT 디자인도 5.56 × 45 mm NATO를 사용했다. LMT는 9,040정의 소총(MARS-L: 모듈러 양손잡이형 소총 시스템-경량)에 대해 5,900만 뉴질랜드 달러의 계약을 체결했다.
가스 작동식, 회전 노리쇠 방식(내부 피스톤) 소총은 2017년 5월에 인도되었으며, 병사들은 2017년 6월 15일부터 와이오루 군사 훈련장에서 소총 훈련을 시작했다.
2018년 9월, 소총 중 일부에서 파손이 발생했으며, 노리쇠 주변에 균열이 생긴 130정을 포함하여 총 9,040정의 소총의 공이치기가 보증에 따라 교체되었다고 보고되었다. LMT는 나중에 마모되거나 파손된 공이치기 수가 훨씬 적었으며 "0.1% 미만" 범위였다고 주장했다. 이 문제는 부적절한 템퍼링에서 비롯된 것으로 알려졌다. 공이치기 교체 과정에서 비슷한 양의 선택기 스위치와 노리쇠 뭉치에서도 조기 마모가 발견되어 교체되었다.

#### 민수용 변형
민수용 고객을 위해 LMT는 모델 범위에 세미 자동 전용 뉴질랜드 레퍼런스 라이플을 제공한다.

### 에스토니아 채택

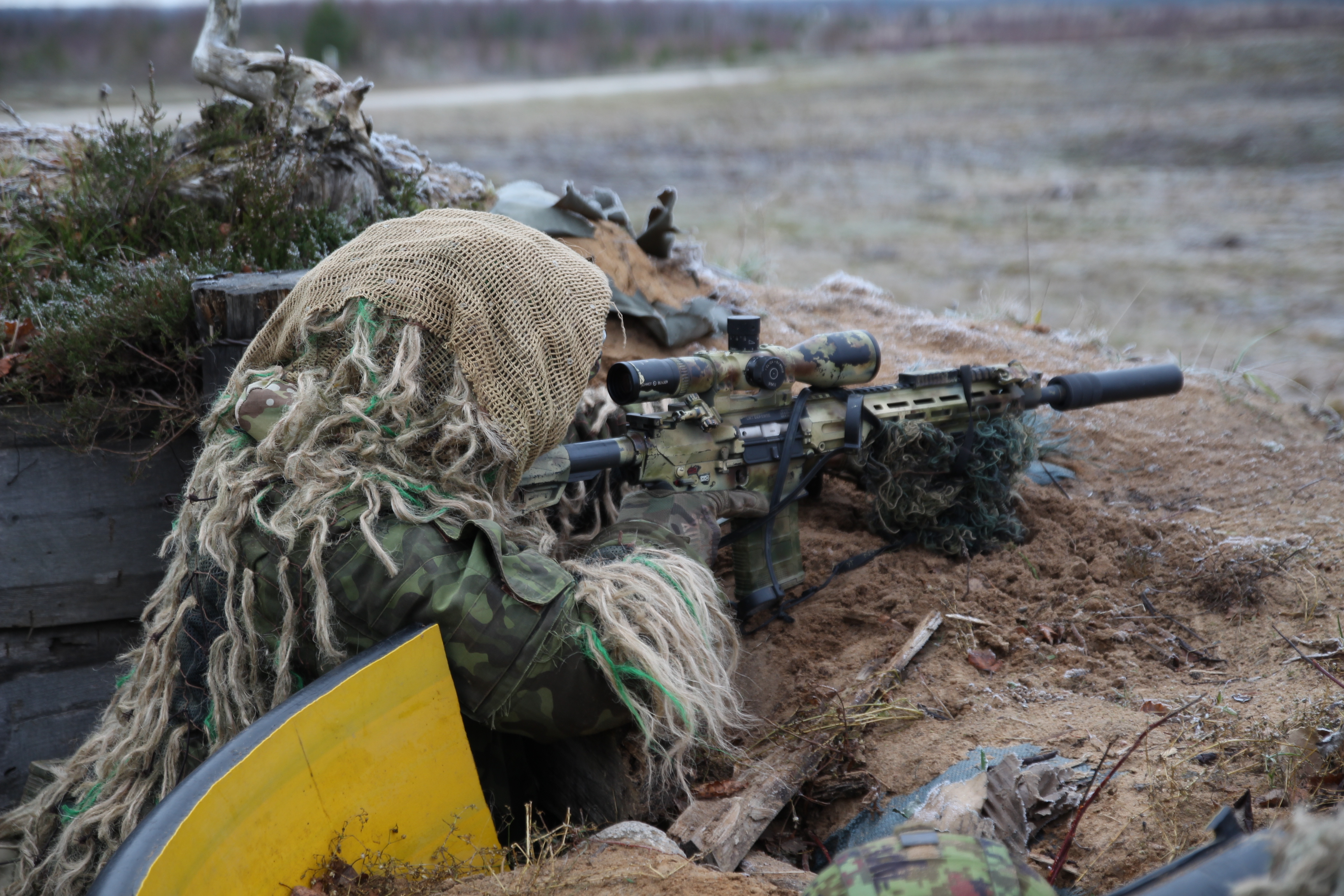
에스토니아 R-20 L 7.62 × 51 mm NATO 지정사수소총

2019년 5월, 에스토니아 방위군은 2년간의 테스트 끝에 갈릴 소총과 Automatkarbin 4 소총을 대체하기 위해 MARS-L을 선택했다. 에스토니아 방위 연맹은 2023년 초에 R-20을 사용하기 시작했다. 19,000정의 쇼트 스트로크 피스톤 MARS-L 소총이 R-20 라헤 (에스토니아어로 "우박")라는 명칭으로 주문되었다.
상부 리시버는 상단에 피카티니 레일과 측면에 M-LOK 호환 부착 지점을 가지고 있으며, 쇼트 스트로크 가스 피스톤 시스템을 사용한다. R-20의 표준 총열 길이는 14.3 in (363 mm)이지만, R-20 S로 지정된 12 in (305 mm) 변형도 생산된다. 수정된 방아쇠 설계는 망치가 장전되지 않은 상태에서도 방아쇠 안전장치를 작동시킬 수 있도록 하는데, 이는 표준 AR-15형 소총에서는 불가능하다.
소총은 권총 손잡이 안에 장착된 샷 카운터 그립 모듈과 함께 주문되어 객관적인 디지털 데이터로 부품 마모 및 탄약 소비를 추적할 수 있다. 함께 제공되는 리더 유닛은 병기고 담당자에게 진단 유지보수 경고를 제공할 수 있다.
2020년 6월, 첫 번째 R-20 라헤 소총 1,500정이 인도되었다. R-20은 2022년까지 갈릴과 Ak 4를 완전히 대체할 계획이다.
에스토니아는 또한 7.62 × 51 mm NATO를 사용하는 지정사수소총으로 16 in (406 mm) 총열을 가진 MARS-H를 선택했다. MARS-H 지정사수소총의 공식 에스토니아 명칭은 R-20 L이다.

#### 민수용 변형
민수용 고객을 위해 LMT는 모델 범위에 세미 자동 전용 에스토니아 R20 라헤 레퍼런스 라이플을 제공한다.

### 스위스 채택
MARS-H 기반의 7.62 × 51 mm NATO 지정사수소총인 7.62mm Zf Stgw 20은 2023년 스위스 육군 정찰대 10 및 MP Spez Det에 의해 도입되었다. 이 스위스 (전문) 특수부대는 표준 조준 광학으로 TREMOR3 레티클을 가진 Schmidt & Bender 3-20×50 PM II Ultra Short 망원 조준경을 선택했는데, 이는 800 m (875 yd)까지의 목표를 빠르게 조준할 수 있게 한다.
스위스 시험 후, 5.56 × 45 mm NATO를 사용하는 쇼트 스트로크 피스톤 MARS-L 기반의 돌격소총인 Stgw 25 (16 in (406 mm) 총열) 및 Stgw 25K (12 in (305 mm) 총열)는 2025년에 특정 스위스 군부대의 추가 무기 시스템으로 구매되기로 결정되었다.
2025년 3월 현재, LMT는 민간 고객을 위한 스위스 군대 MARS 기반 레퍼런스 라이플 모델 중 세미 자동 전용 모델을 제공하지 않는다.

### 영국 채택
적어도 영국 왕립 해병대 내에서는 2023년에 MARS-H 기반의 L129A2 지정사수소총이 채택되었다. 이 소총은 6.5 mm Creedmoor 탄을 사용하며 18 in (457 mm) 총열, 완전 조절 가능한 DMR 개머리판 및 길어진 핸드가드, TREMOR3 레티클을 가진 Leupold Mark 5HD 3.6-18×44 M5C3 Desert IR 망원 조준경, HuxWrx 소음기, Envision Technology 탄도 계산기, 그리고 Pixels-on-Target 열화상 조준경을 특징으로 한다. 7.62 × 51 mm NATO 탄약에서 6.5 크리드무어로의 변경은 6.5 크리드무어가 800 m (875 yd) 안팎의 거리에서 목표물을 성공적으로 교전하는 능력이 더 우수하기 때문이었다. 이 변경의 주요 단점은 물류망에 새로운 탄약을 도입해야 한다는 점과 높은 Oratio로 인해 총열 수명이 단축된다는 점이다. 상부 리시버는 여전히 L129A1과 같은 가스 작동식, 회전 노리쇠 방식(내부 피스톤) 시스템을 사용하지만, 측면의 핸드가드 부착 지점은 M-LOK 호환으로 변경되었다.

### 레바논 계약
레바논은 10.5 in (267 mm) 총열을 가진 5.56 × 45 mm NATO 중간 탄약통을 사용하는 불특정 수량의 단총신 소총(SBR)을 주문했다. 레바논 계약의 존재는 2023년 말에 이러한 소총의 생산 초과 물량이 인터넷에 제공되면서 분명해졌다.